# Русификация Украины
Русифика́ция Украи́ны (укр. русифікація/зросійщення України) — совокупность мер, предпринимавшихся властями Российской империи, СССР, Российской Федерации (на оккупированных ею территориях Украины), направленная на избавление от украинского языка и укрепление русского или российского национально-политического и культурного преимущества в разных годах на землях, входящих в состав Украины, а также ассимиляция украинского населения. Осуществление подобных мер являлось путём к этноциду или культурному геноциду (деукраинизации) украинцев.
Одновременно с русификацией земель, входящих в состав Украины, проходила русификация на территориях проживания украинцев в составе России (в границах 1991 года): «Малинового Клина», «Зелёного Клина», «Жёлтого Клина» и «Серого Клина».
Русификация проходила в Российской империи в соответствии с русификацией всех остальных её народов и как части «триединого русского народа». После Украинской революции 1917 года в Украинской Народной Республике и Украинской ССР проходила культурная дерусификация. В эпоху сталинизма она была остановлена, было введено обязательное изучение русского языка, однако в УССР украинский язык сохранял своё значение, а превосходство русской культуры устанавливалось в большей степени на уровнях политики и идеологии, в основном после войны. Курс на резкую русификацию проводился с начала 1960-х годов, уже после осуждения сталинизма, с установкой на формирование единой советской нации. Такие смены политики были характерны не только для Украины (см., например, русификация Беларуси).

## Хронология основных событий русификации
- 1690. Анафема РПЦ на церковные книги, напечатанные на староукраинском языке[4][5].
- 1720. Указ Петра I про запрет печатания украиноязычных книг в Киево-Печерской и Черниговской типографиях[6][7].
- 1764. Издание Екатериной II инструкции по русификации Украины, Смоленщины, стран Балтии и Финляндии[8].
- 1769. Указ синода РПЦ о конфискации у населения украинских букварей и церковных книг[9].
- 1784. Полный запрет начального образования на украинском языке.
- 1786. Запрет на употребления украинского языка во время церковных служб и преподавания на украинском языке в Киево-Могилянской академии.
- 1831. Отмена Магдебургского права, что сделало невозможным судопроизводство на украинском языке.
- 1862. Закрытие украинских воскресных школ. Прекращено издания украинского литературного и научно-политического журнала «Основа».
- 1863. Валуевский циркуляр.
- 1876. Эмсский указ. Запрет ввоза украиноязычных книг из-за границы, запрет подписывать украинские тексты под нотами, запрет украинских спектаклей. Хор Николая Лысенка был вынужден петь украинскую народную песню «Дождик» на французском языке.
- 1881. Было разрешено издание словарей украинского языка, но только по русскому правописанию, постановка украинских спектаклей зависит от местного начальства.
- 1888. Указ Александра III «О запрете употребления в официальных учреждениях украинского языка и крещения украинскими именами».
- 1889. В Киеве, на археологическом съезде, разрешено читать рефераты всеми языками, кроме украинского.
- 1903. На открытии памятника И. Котляревскому в Полтаве не разрешены речи на украинском языке.
- 1905. Кабинет Министров России отбросил ходатайство Киевского и Харьковского университетов об отмене запрета украинского языка, определяя это «несвоевременным».
- 1906, 1907. Закрытие Просвиты в Одессе и Николаеве.
- 1908. Указ сената о том, что образовательная работа на Украине вредна и опасна для России.
- 1910. Указ Столыпина о причислении украинцев к разряду инородцев и о запрете любых украинских организаций.
- 1913. Попечитель Киевского учебного округа издал наставление, согласно которому ученикам и студентам запрещалось посещать украинские театральные представления[10].
- 1914. Запрет отмечать 100-летие Тараса Шевченко[11]. Указ Николая II о запрете украинской прессы.[12].
- 1922. Ликвидация Просвиты на Кубани, в Зелёном Клине и других местах проживания украинцев.
- 1932—1938. Репрессии в отношении украиноязычной интеллектуальной элиты[13].
- 1938. Постановление ЦК КП (б) об обязательном изучении в школах советских республик русского языка.
- 1961. XXII съезд КПСС — новая программа партии о слиянии наций в единый «советский народ».
- 1970. Приказ Министерства образования СССР о написании и защите всех диссертаций на русском языке. Утвержден только в Москве.
- 1978. Министерство образования УССР подписало директиву о «Совершенствовании изучения русского языка в школах».
- 1979. Ташкентская конференция в мае, где русский провозглашён «языком дружбы народов»[14]. «В развитии социалистической по содержанию и национальной по форме культуры народов СССР неоценимая роль принадлежит русскому языку. В нашем многонациональном государстве неуклонно растёт стремление нерусских народов к овладению русским языком, знание его стало насущной потребностью всех граждан»[15].
- 1983. Постановление ЦК КПСС и Совета Министров Советского Союза Об улучшении изучения русского языка в школах республик. Доплата за русский язык преподавания 15 % и разделение классов.
- 1989. Постановление ЦК КПСС о единственном официальном общегосударственном языке в Советском Союзе, которым стал русский. То же — в проекте Конституции Горбачева.

## Русификация в Российской империи

Украинский язык в Российской империи по переписи 1897 года (по уездам)

Языковые группы Российской империи по переписи 1897 года (уезды и города с преобладанием украиноязычного населения жёлтым)

Британский историк Джеффри Хоскинг считал, что русификация входила в политику властей Российской империи, так как способствовала централизации власти, устранению местных привилегий и других «аномалий». По его же мнению, русификация также ставила своей задачей придать всем народам Российской империи ощущение принадлежности к России, к её прошлому, к её традициям.

По мнению русского учёного В. И. Вернадского, 
в XVII и XVIII веках российско-украинские отношения уже сводились к постепенному поглощению и перевариванию Россией Украины как чужеродного политического тела, причём попутно ликвидировались основы местной культурной жизни (школа, свобода книгопечатания) и преследовались даже этнографические отличия.
Украинский лингвист Григорий Пивторак указывает, что до правления Петра I все украинские города были украиноязычными, хотя в некоторых крупных городах в официальной речи использовался и польский язык, а со времён Петра I и Екатерины II Российская империя проводила систематическую и последовательную политику русификации украинских городов, направленную на уничтожение украинского языка и украинской государственности.

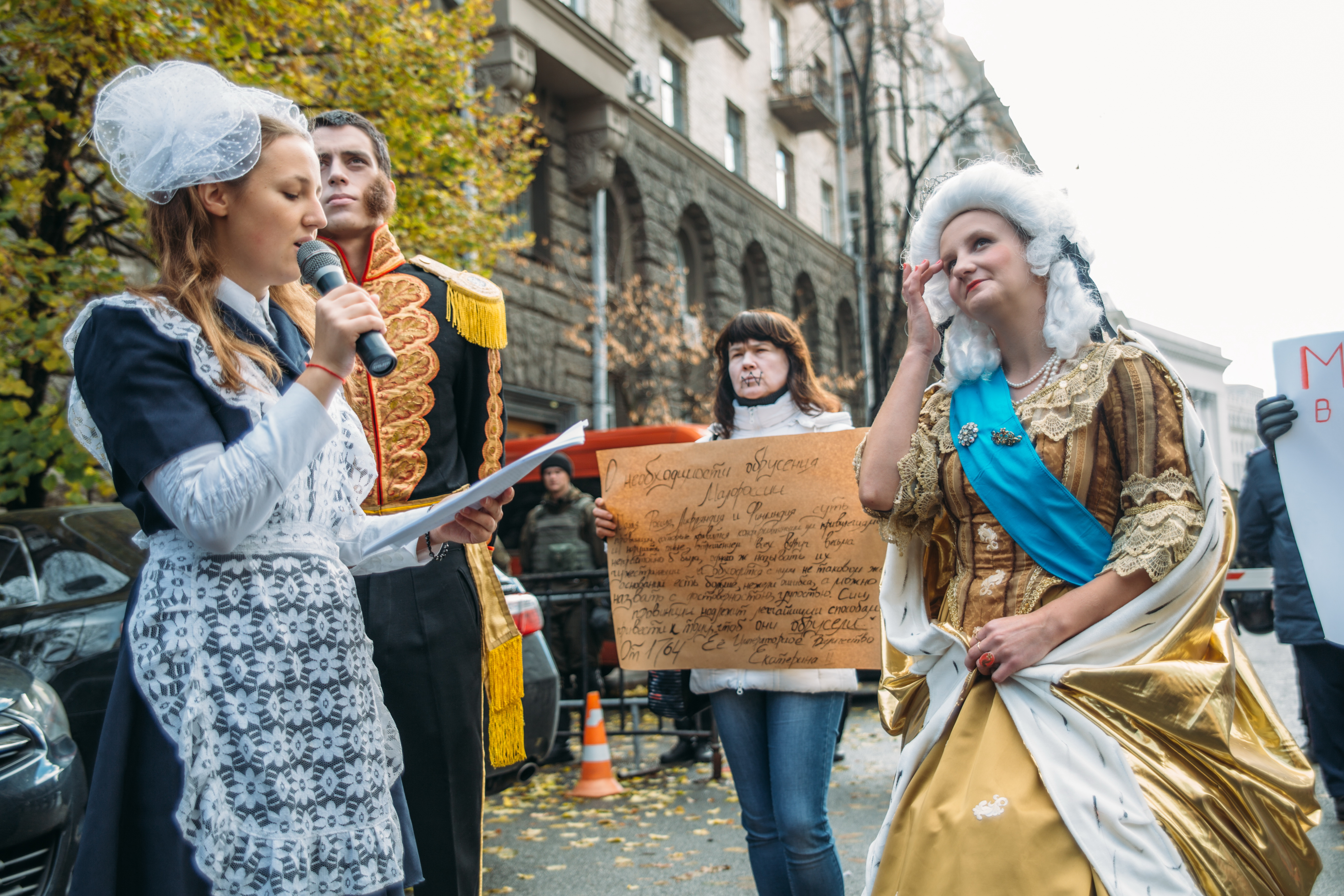
Изображение наказа Екатерины II князю А. А. Вяземскому в День украинской письменности и языка 9 ноября 2015 года у здания Администрация президента Украины

Екатерина II в 1764 году в секретнейшем наставлении генерал-прокурору Сената князю А. А. Вяземскому дала следующие установки:
9) Малая Pocciя, Лифляндія и Финляндія суть провинціи, которыя правятся конфирмованными имъ привиллегіями, нарушить оныя отрѣшеніемъ всѣхъ вдругъ весьма непристойно бъ было, однакожъ и называть ихъ чужестранными и обходиться съ ними на такомъ же основаніи есть больше, нежели ошибка, а можно назвать съ достовѣрностію глупостію. Ciи провинціи, также и смоленскую, надлежитъ легчайшими способами привести къ тому, чтобъ oнѣ обрусѣли и перестали бы глядѣть какъ волки къ лѣсу. Къ тому приступъ весьма легкій, естьли разумные люди избраны будуть начальниками въ тѣхъ провинціяхъ; когда же въ Малороссіи гетмана не будетъ, то должно стараться, чтобъ вѣкъ и имя гетмановъ изчезло, не токмо бъ персона какая была произведена въ оное достоинство.
Российский историк А. И. Миллер указывает, что ассимиляционное давление на украинцев в XIX веке было довольно слабым, скоординированный план «положительных» ассимиляторских действий так и не был разработан Российской империей, почти все было сосредоточено исключительно на запретительных мерах. По его мнению, неудача проекта большой русской нации связана в первую очередь с объективной ограниченностью русского ассимиляторского потенциала, с неспособностью государства и сторонников общерусского проекта в обществе скоординировать свои усилия, мобилизовать имевшиеся возможности для его реализации и для отстаивания уже достигнутого от вызова со стороны конкурирующего украинского проекта.
В 1863 году российский министр внутренних дел Пётр Валуев разослал тайный циркуляр о приостановлении печатания на украинском языке. К пропуску цензурой разрешались «только такие произведения на этом языке, которые принадлежат к области изящной литературы». Поводом для издания циркуляра, который появился в разгар польского восстания 1863—1864 годов, согласно версии, изложенной в самом документе, послужили «обстоятельства сугубо политические» — попытка осуществления «сепаратистских замыслов» под предлогом « распространения грамотности и просвещения». По первоначальным замыслам его автора, предполагалось, что действие циркуляра будет ограничено исключительно периодом польского восстания, однако, по утверждению российского историка А. Миллера, циркуляр на практике имел силу многие годы
В 1876 году царь Александр II издал Эмсский указ, которым частично запрещалось издание книг на малорусском наречии (украинском языке). Однако уже спустя 8 лет, в 1884 году в Харькове было издано четырёхтомное собрание сочинений украинского драматурга М. Л. Кропивницкого. После 1917 г. только в среде эмиграции некоторые упрямцы сохраняли приверженность концепции большой русской нации в её чистом виде.
Большая советская энциклопедия также указывала, что «Украинский язык при царизме подвергался ограничениям и официальному запрещению».

## Замена топонимов
Практика изменения украинских исторических топонимов на русские или русифицированные началась ещё во времена Российской Империи и продолжилась в СССР.
Практика переименования населённых пунктов имела задачу не только сблизить украинские и русский народы, но и навязать культ личности правящей партии и её руководителей. Данная практика применялась на территории всех республик СССР.
Переименование населённых пунктов советской властью было начато ещё в 1920-х годах. Массовый же характер оно приобрело после утверждения культа Сталина. В стране началось массовое переименования городов, сел, улиц, площадей, заводов, фабрик в честь «отца народов». Тогда же стали распространены и названия, прославлявшие других партийных и государственных деятелей, таких, как Калинин, Киров, Куйбышев, Ворошилов, Жданов, Орджоникидзе и других.
Таким образом, в УССР насчитывались десятки, если не сотни сёл с такими названиями, как Октябрьское, Первомайское, Советское, во многих случаях вытеснявших древние названия, отражавшие историю основания этих поселений.
Замена топонимов также сопровождалась русификацией. В издании «Украинская ССР. Административно-территориальное устройство» (укр. Українська РСР. Адміністративно-територіальний устрій) от 1987 можно найти многочисленную группу написанных украинским языком на русский манер названий населенных пунктов, таких, как Первомаевка (укр. Первомаївка), Первомайск (укр. Первомайськ), Первомайское (укр. Первомайське), Победа (укр. Побєда), Победное (укр. Побідне), Советское (укр. Совєтське), Октябрьское (укр. Октябрьське), Южноукраинск (укр. Южноукраїнськ) и других. Таким образом фактически на государственном уровне узаконивался суржик и другие языковые искажения.
Масштабы переименований населённых пунктов можно оценить на примере западных областей Украины, вошедших в СССР в 1939 году. По данным львовского историка Олега Купчинского, только за 50 лет советской власти в каждой из 7 западных областей Украины было изменено название в среднем у 100 населённых пунктов.

## Русификация в УССР

### Установление УССР и украинизация

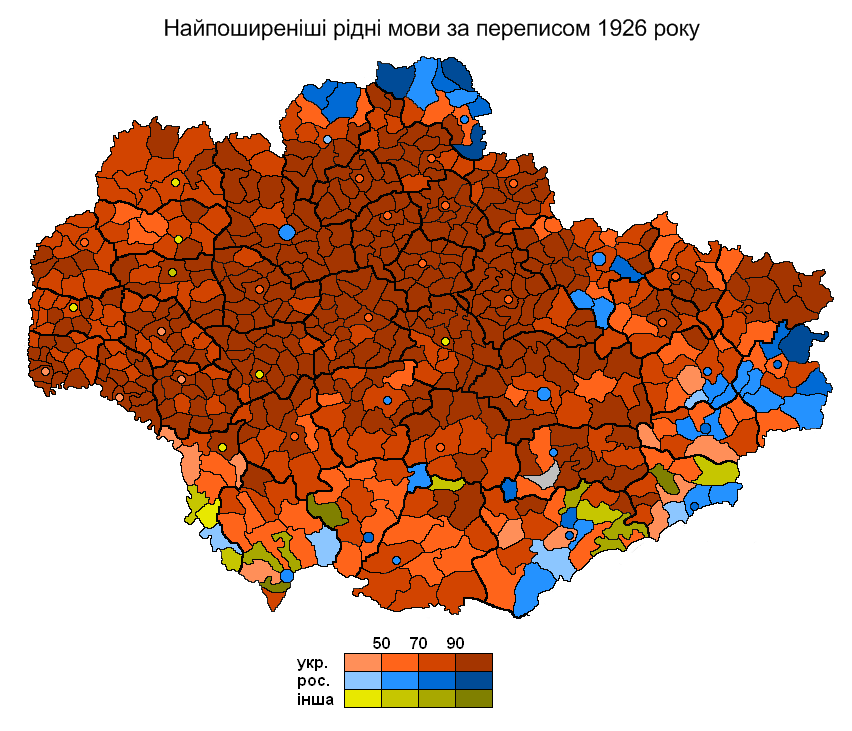
Самый распространённый родной язык в районах Украинской ССР по данным переписи 1926 года

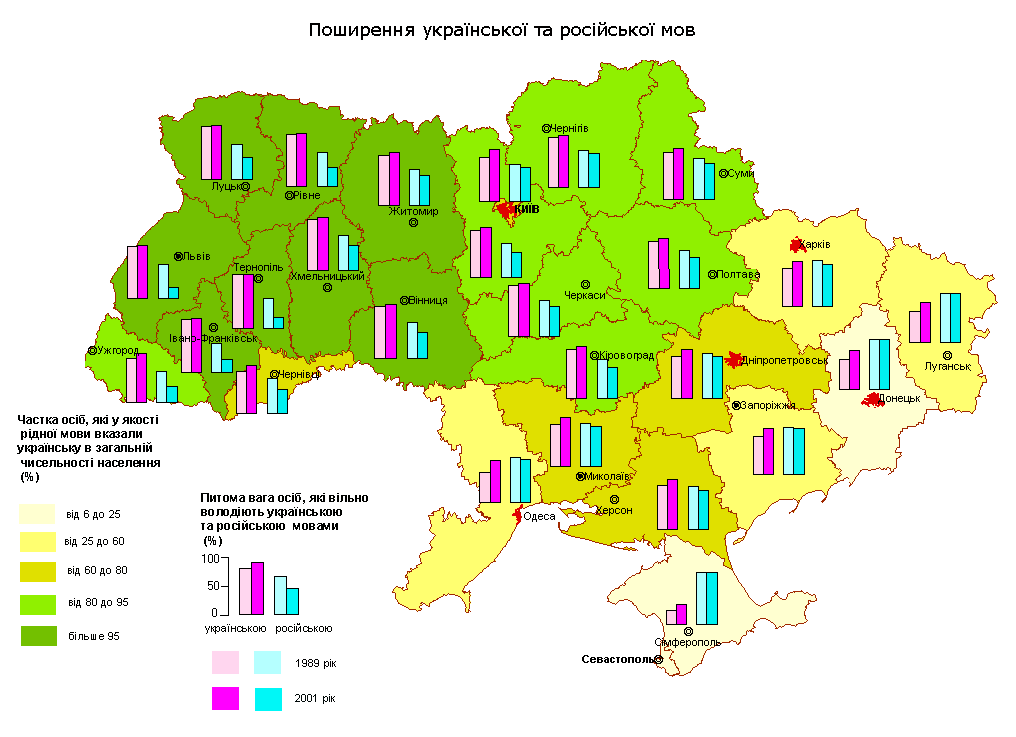
Языковой состав населения Украины согласно Всеукраинской переписи населения 2001 года

В первые годы советской власти на русском языке велось делопроизводство партийных и государственных учреждений; на нём же печаталось большинство официальных печатных органов, декретов и воззваний. Книжная продукция 1919—1923 была преимущественно русскоязычной. Начатая на основании постановления XII Съезда РКП(б) 1923 декретом Совета Народных Комиссаров УССР от 27 июля 1923 украинизация школьных и культурно-образовательных учреждений, распространённая постановлением ВУЦВК и СНК УССР от 1 августа 1923 на государственный аппарат, велась со значительными трудностями, при сопротивлении со стороны русских или обрусевших элементов. В Донбассе украинизация шла медленно из-за отсутствия поддержки большинства населения.
По данным переписи населения, проведённой в 1926 году, украинцы составляли 80,1 % населения (87,5 % сельского и 47,3 % городского населения), русские — 9,2 % (5,6 % сельского и 25,1 % городского населения), евреи — 5,4 % (1,5 % сельского и 22,7 % городского населения). Украинский язык родным назвали 76,4 % жителей Украинской ССР в её тогдашних границах, в том числе 85,6 % сельского и 36,0 % городского населения. Русский язык родным назвали 15,3 % (8,6 % сельского и 44,6 % городского населения). В сельской местности проживали 81,5 % населения, в городской — 18,5 %.

### Переход к русификации при Сталине
Сталин изначально считал право на самоопределение «правом устроить свою жизнь на началах автономии», правом на федерацию и правом на отделение, что критиковал Ленин, настаивая, что «неправильно было бы под правом на самоопределение понимать что-либо иное, кроме права на отдельное государственное существование». Исходя из этого, Сталин изначально предлагал включить все республики в состав РСФСР, пусть и с автономией, видя главное в сохранении централизованного контроля РКП(б) над компартиями будущих союзных республик, а в 1918 году потребовал от УНРС бросить «играть в правительство и республику». Троцкий и другие деятели Левой оппозиции, такие, как, например, Х. Раковский в 1922 году, критиковали сталинскую политику как «бюрократический централизм»; на стороне оппозиционеров был и сам Ленин.

#### До 1932 года
С приходом к власти Сталина в партийных кругах усилилось активное сопротивление украинизации в сочетании с тенденцией пересмотреть постановление XII съезда РКП(б) и признать его неактуальным.
В начале 1930-х годов главным мотивом свёртывания украинизации стала форсированная индустриализация и централизация управления хозяйством, требовавшие культурной стандартизации в масштабах всего государства. В РСФСР была свёрнута украинизация украинских районов; проводилась политика по сближению украинской культуры с русской «общесоветской». Русификации подвергся и язык: например, в 1930-е проводилось сближение украинского правописания с русским.

#### Директивы 1932 года
В 1932—1933 годах на всей территории РСФСР украинизация была свёрнута на основании совместной директивы ЦК ВКП(б) и СНК СССР от 15 декабря 1932 года. Исполнение директивы на местах провели быстро и за несколько недель перешли от украинизации к русификации. Уже 28 декабря 1932 года бюро обкома ВКП(б) Центрально-Чернозёмной области во исполнение совместной директивы ЦК ВКП(б) и СНК СССР от 15 декабря 1932 года принял следующие решения:
- С 1 января 1933 года прекратить преподавание украинского языка во всех школах I и II ступеней (кроме седьмых групп выпуска текущего учебного года);
- С 1 января 1933 года отменить все курсы по подготовке учителей украинского языка;
- Заменить во всех учебных планах преподавание украинского языка и литературы на преподавание русского языка и литературы;
- С 15 января 1933 года прекратить преподавание украинского языка в педагогических техникумах (кроме третьих курсов);
- Ликвидировать Борисовский и Волоконовский украинские педагогические техникумы;
- Прекратить преподавание украинского языка в Белгородском педагогическом институте;
- Упразднить курсы по обучению украинскому языку для технического состава сельсоветов.

26 декабря 1932 года вышло распоряжение № 59 по Центрально-Чернозёмной области, которое ликвидировало украинизацию в судопроизводстве. Этот документ предписывал:
- Перевести все делопроизводство в судах и прокуратуре на русский язык;
- Немедленно прекратить переписку на украинском языке;
- Прекратить выплачивать работникам-украинцам любые надбавки за работу на украинском языке;
- Ликвидировать украинскую кассационную группу областного суда.

#### 1932—1945 года
После выхода директив более активными стали кампании по изобличению «украинского национализма», из-за чего, например, подверглись травле один из главных инициаторов украинизации, нарком образования УССР в 1927—1933 Н. Скрыпник и писатель М. Хвылевой, покончившие жизнь самоубийством в 1933 году; сыгравший важную роль в украинизации нарком просвещения А. Шумский был арестован в 1933 году и сослан после двух лет заключения в Соловецком лагере по обвинению в принадлежности к «Украинской военной организации».
Одновременно шла ликвидация национальных районов и национальных сельсоветов. 17 декабря 1937 года Политбюро ЦК ВКП(б) утвердило Постановление «О ликвидации национальных районов и сельсоветов», в котором было сказано, что «многие из этих районов были созданы врагами народа с вредительскими целями» и предписывалось «ЦК КП(б) Украины…, на территории которых находятся национальные районы и сельсоветы, к 1 января 1938 г. представить в ЦК ВКП(б) предложения о ликвидации этих районов путём реорганизации в обычные районы и сельсоветы».
Также были частично восстановлены позиции русскоязычной прессы. 17 декабря 1937 года Политбюро ЦК ВКП(б) постановило обязать ЦК КП(б)У «организовать с 19 декабря всеукраинскую большую ежедневную газету на русском языке как орган ЦК КП(б)У и ВУЦИК. Выпускать газету одинаковым тиражом с газетой „Коммунист“», а также «в месячный срок организовать руководящие газеты на русском языке. В первую очередь должны быть созданы русские газеты в Харькове, Днепропетровске, Одессе и Николаеве».
В 1938 году было введено обязательное изучения русского языка в средней школе как одного из предметов. Скудость средств, вложенных в программу изучения русского языка, привела после принятия этого закона к крайне низкому уровню знания русского языка в нерусских республиках.
28 марта 1938 года «Правда» подвергла критике Наркомпрос Украинской ССР. Буржуазные националисты, отмечалось в статье, «пустили в обращение вредительскую „теорийку“ о трудностях двуязычия»: «„Теория“ эта заключалась в том, что украинским детям, изучающим свой родной язык, трудно, мол, одновременно обучаться и русскому языку. Сознательно пренебрегая опытом старой русской школы, в которой преподавание двух языков начиналось в первом или во втором классе, они усиленно внедряли эту „теорийку“ и в головы педагогов. Нерадивые учителя получили „веский“ аргумент для оправдания неуспеваемости учащихся». В качестве примера упоминался низкий уровень подготовки учителей русского языка: «В январе текущего года во время контрольной сессии учителей-заочников третьего Киевского педагогического техникума только один из ста учителей написал диктант по русскому языку на „посредственно“, остальные — на „плохо“».
В то же время проходила и стандартизация языка в рамках границ национальных республик. Сталин не стал отменять «автономию» и утверждал, что «массы народа могут преуспевать в деле <…> развития только на родном, на национальном языке», и занятия на родном языке считались обязательными, хотя на практике это зачастую нарушалось.
После индустриального рывка и массового голода Сталин не вернулся к культурной дерусификации, однако поддерживал большее выдвижение этнических украинцев в органы УССР и доминирование украинского языка в начальном и среднем образовании и его перевеса в печати, что видно при сравнении с ростом русификации после осуждения сталинизма в КПСС. Так, согласно статистике Госплана, на начало 1938/1939 года в УССР только 9,8 % из опрошенных школ вели занятия на русском языке; что касается печати, то из тиражей книг УССР 66,1 % было на украинском в 1928 году, 79,7 % — в 1933 и 83,7 % — в 1938; в 1928 году 58,2 % разового тиража газет были на украинском, в 1933 — 83,7 % тиража, в 1938 — 65,6 %; в 1933 году 94,2 % тиража журналов УССР было на украинском языке, в 1938 году — 86,7 %.

#### Послевоенный сталинизм
В послевоенный сталинизм руководство СССР усилило русификацию и продвигало идею «руководящей роли русского народа», а русская культура объявлялась приоритетной над остальными. С точки зрения Сталина, изначальная стратегия принижения русской культуры и расхолаживания русского национального самосознания не справилась с задачей создания государственного единства, и в качестве нового средства был избран русский национализм; национальным героям других национальностей также отдавались официальные почести, однако они не должны были противоречить новой идее «дружбы народов». Согласно «Энциклопедии украиноведения», прямых выступлений против культуры и языка режим позволить себе не мог, но после войны была проведена кампания против исторической школы Грушевского и «против концепции истории Украины как самостоятельной науки вообще, а в частности, относительно древних времён»: «Период Киевской Руси теперь рассматривается как „общерусский“ или даже просто <русский>, формирование укр. народа происходит не ранее XV—XVI вв.» В основу нового подхода к языкознанию легли пять выступлений Сталина в 1950 г. об общем происхождении славянских языков и позднейшем выделении украинского из русского, а кроме того, подчёркивавших, «что в процессе смешения языков не создаётся новый язык, а один из старых языков поглощает другой». «Практическим выводом из этого теоретического утверждения должна быть обречённость <украинского> языка раствориться в <русском>. В соответствии с этим осуществляется языковая политика в пределах <украинского> языка, а также в терминологии иногда вместо слова украинский появляется термин „южный“».
В 1947 году во время пребывания Кагановича в УССР развернулись репрессии против «национализма», как реального, так и мнимого. Во время ужесточения контроля за культурной жизнью следовали «разоблачения» произведений искусства УССР и энциклопедии в национализме, «идеологических извращениях» и сосредоточении на «узких» украинских темах: так, оперу К. Данькевича «Богдан Хмельницкий» официальная критика обвинила в недостаточном внимании к русским, а написанное в 1944 году стихотворение В. Сосюры «Любите Украину!», за которое автор получил Сталинскую премию, в 1951 году, в апогей усиления партийного контроля над культурой, «Правда» обвинила в национализме, а автора заставили опубликовать раскаяние. Содержание статьи «Правды» было направлено, во-первых, против самого стихотворения и литераторов, во-вторых, против журнала «Звезда», в-третьих, против КП(б)У: «ЦК КП(б)У, как видно, слабо занимается идеологическими вопросами… Нельзя сказать, чтобы в своей практике руководства идеологической работой партийные организации на Украине последовательно проводили эти принципы в жизнь… В среде украинских писателей недостаточно развита критика и самокритика…» Само стихотворение изобличалось в отсутствии осуждения дореволюционных порядков и немецко-фашистских захватчиков, в отсутствии внимания к успехам индустриализации и колхозного строя и «дружбе народов»: «под таким творчеством подпишется любой недруг украинского народа из националистического лагеря, скажем Петлюра, Бандера и т. п.» Переводчики стихотворения на русский критикуются за то, что меняли изначальный текст в соответствии с этими требованиями.

### С 1956 года
В 1958 году занятия нерусских на родном языке были отменены, и у родителей была возможность выбрать язык, на котором будут учиться их дети. Для облегчения социального развития и строительства карьеры детям родители записывали их в русские школы. По мнению автора учебника «История Украины» Ореста Субтельного:
- именно русификация вызвала наибольшие протесты украинских диссидентов;
- в последние десятилетия советской власти мероприятия по ассимиляции проводились на Украине особенно интенсивно, частично из-за языковой и культурной близости русских и украинцев, что значительно ускоряло процесс русификации последних;
- в осуществлении своей политики русификации Украины советское руководство могло рассчитывать на энергичную поддержку не только 10 млн русских, проживавших на Украине, но и миллионов «малороссов» — украинцев по происхождению, но, одновременно, — русских в культурном и языковом планах;
- сами украинцы часто требовали, чтобы их дети обучались в русских школах («який толк у тій українській? Аби чогось досягти, мої діти повинні оволодіти російською мовою»);
- между 1959 и 1979 годами численность украинцев, которые считали украинский язык родным, упала с 93,4 до 89,1 %, в то время как доля указавших украинский язык родным в УССР в целом между 1959 и 1989 гг. сократилась с 73,0 %[49] до 64,7 %[50]. Особенно заметным было сокращение доли считающих украинский язык родным в южных и восточных областях: в Луганской области — на 15,6 % (с 50,5 % до 34,9 %), в Донецкой области — на 13,8 % (с 44,4 % до 30,6 %), в Запорожской области — на 11,7 % (с 61,0 % до 49,3 %), в Харьковской области — на 10,7 % (с 61,2 % до 50,5 %), в Днепропетровской области — на 10,6 % (с 72,1 % до 61,5 %), в Николаевской области — на 9,2 % (с 73,4 % до 64,2 %), в Херсонской области — на 8,0 % (с 75,7 % до 67,7 %);
- другой метод русификации Украины, который использовался советской властью, — это поощрение переселения на Украину русских («плодотворный обмен специалистами» между республиками). В 1959 году на Украине проживало 7 млн русских, в 1970 — 10 млн[47]. В таблице ниже показано увеличение процентного количества русских в населении:

| народ    | 1926     | %     | 1939     | %     | 1959     | %     | 1970     | %     | 1979     | %     | 1989     | %     |
| -------- | -------- | ----- | -------- | ----- | -------- | ----- | -------- | ----- | -------- | ----- | -------- | ----- |
| украинцы | 23 218,9 | 80,01 | 23 667,5 | 76,48 | 32 158,5 | 76,81 | 35 283,9 | 74,87 | 36 489,0 | 73,55 | 37 419,1 | 72,73 |
| русские  | 2677,2   | 9,23  | 4175,3   | 13,49 | 7090,8   | 16,94 | 9126,3   | 19,37 | 10 471,6 | 21,11 | 11 355,6 | 22,07 |

Как писал Иван Дзюба в работе «Интернационализм или русификация?», в 1950 году книги на украинском составляли 80 % тиража издательств УССР, в то время как в 1966 году — уже 63 % (тем не менее, в том же 1950 году 78 % тиража из всех издательств СССР составили книги на русском). Между 1951 и 1956 годами процент студентов, обучавшихся только на русском языке, увеличился с 18 % до 31 %. За этот же период процент украинских учащихся в украиноязычных школах упал с 81 % до 65 %. В 1959 году только 23 % студентов в Киеве обучались на украинском языке, а 73 % — на русском. По мере ускорения русификации системы образования всё больше и больше учеников русскоязычных школ отказывались изучать украинский язык даже как предмет.
Хрущёв сознательно шёл к русификации, считая, что она поможет устранить межнациональные границы и противоречия и быстрее перейти к коммунизму. В 1957 году Хрущёв провёл чистки партийного руководства УССР, а во время посещения Белорусского государственного университета заявил: «Чем скорее мы все будем говорить по-русски, тем быстрее построим коммунизм».
В результате проведения этой политики социальный престиж украинского языка резко снизился, а русского, — напротив, повысился. Так, украинские эмигранты на Западе свидетельствовали, что употребление украинского языка образованным горожанином воспринималось не просто как моветон, а как проявление национализма, акт политического неповиновения.
В брежневский период, в 1972 году, в большинстве технических ВУЗов УССР преподавание велось исключительно на русском языке.
В мае 1972 года Петра Шелеста отстранили от его должности в Киеве по обвинению в «мягкости» к украинскому национализму и попустительстве экономическому «местничеству». Его преемником стал Владимир Щербицкий — давний член «днепропетровского» клана и ожесточённый политический противник Шелеста.
С конца 1970-х годов научные журналы АН УССР, прежде выходившие на украинском языке, стали издаваться на русском (кроме общественных наук). Вновь украинский язык в научных публикациях был разрешён в 1988 году.
В Киевском метрополитене первоначально надписи и объявления были двуязычными, в конце 1960 годов Ивга Кузнецова, лаборант Киевского университета, добилась, чтобы в Киеве делали объявления только на украинском языке, в начале — середине 1980-х годов они заменены двуязычными или русскоязычными, в конце 1980-х — полностью двуязычными, после распада СССР снова стали украиноязычными.

## Русификация в независимой Украине

### 1991—2014 годы

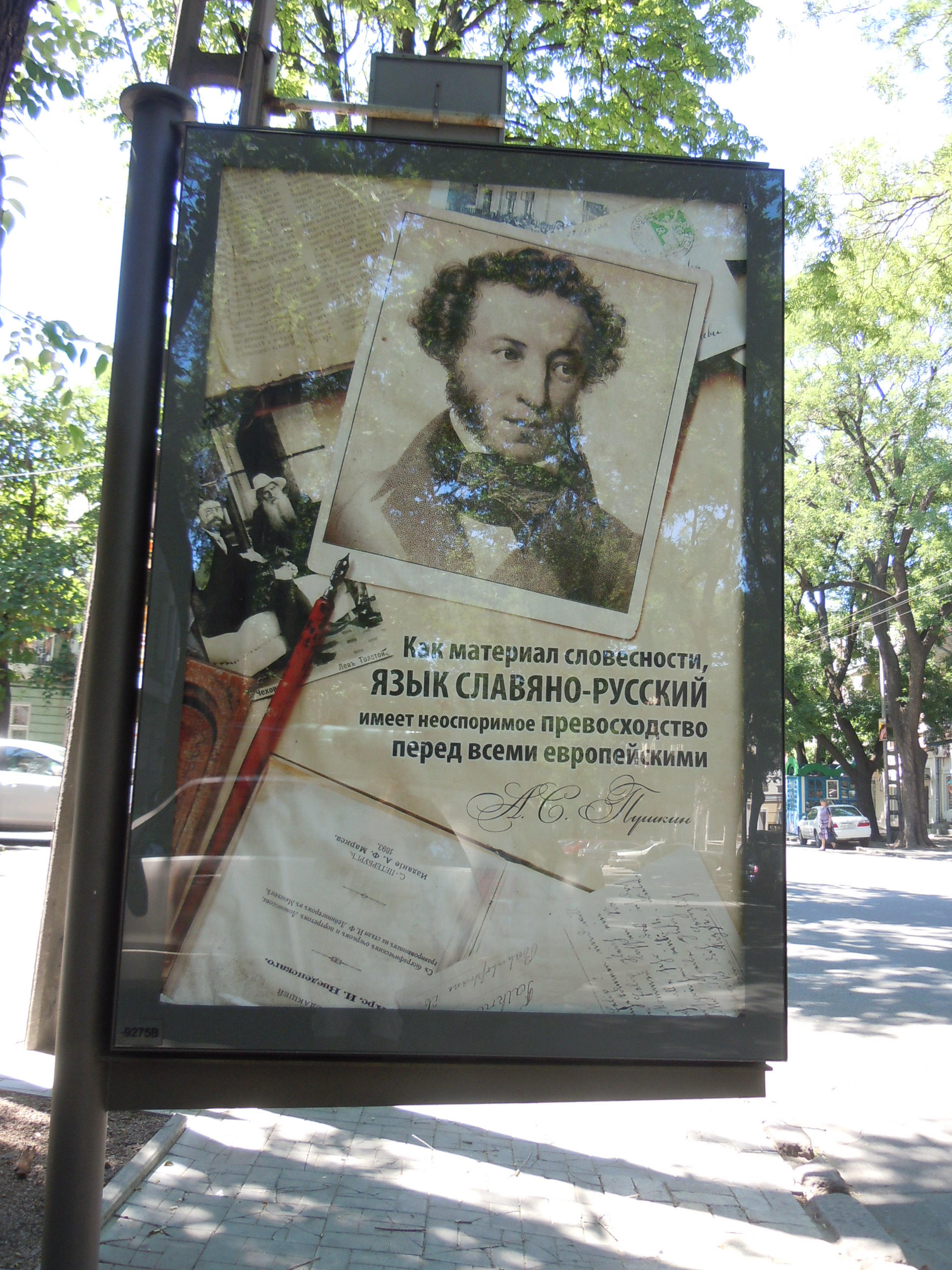
Шовинистический постер в Одессе, 2013 год

| - Доля учащихся в школах с украинским языком обучения в 1991/92 учебном году - Отношение доли учащихся в школах с украинским языком обучения в 1991/92 учебном году к доле населения, назвавшего родным украинский язык во время переписи 1989 года |

- С 1991/92 учебного года, первого в независимой Украине, и до 1998/99 учебного года доля получавших общее среднее образование в школах и классах с украинским языком преподавания была ниже доли жителей, указавших украинский язык родным во время переписи 1989 года[56]. В Запорожской, Луганской и Донецкой областях Украины такая диспропорция наблюдалась и в первой половине 2000-х[57], а в Севастополе и Автономной Республике Крым существовала вплоть до их аннексии Россией[58];
- 11 января 2000 года национальная гвардия Украины была переформирована во внутренние войска;
- С 1995 по 2005 год количество русскоязычных изданий увеличилось с 45 % до 55 %, в то время как украиноязычных — уменьшилось с 50 % до 32 %, соответственно[59];
- С 2006 года в Харьковской[60] и Донецкой[61] областях 6 июня (день рождения А. Пушкина) отмечается как День русского языка.

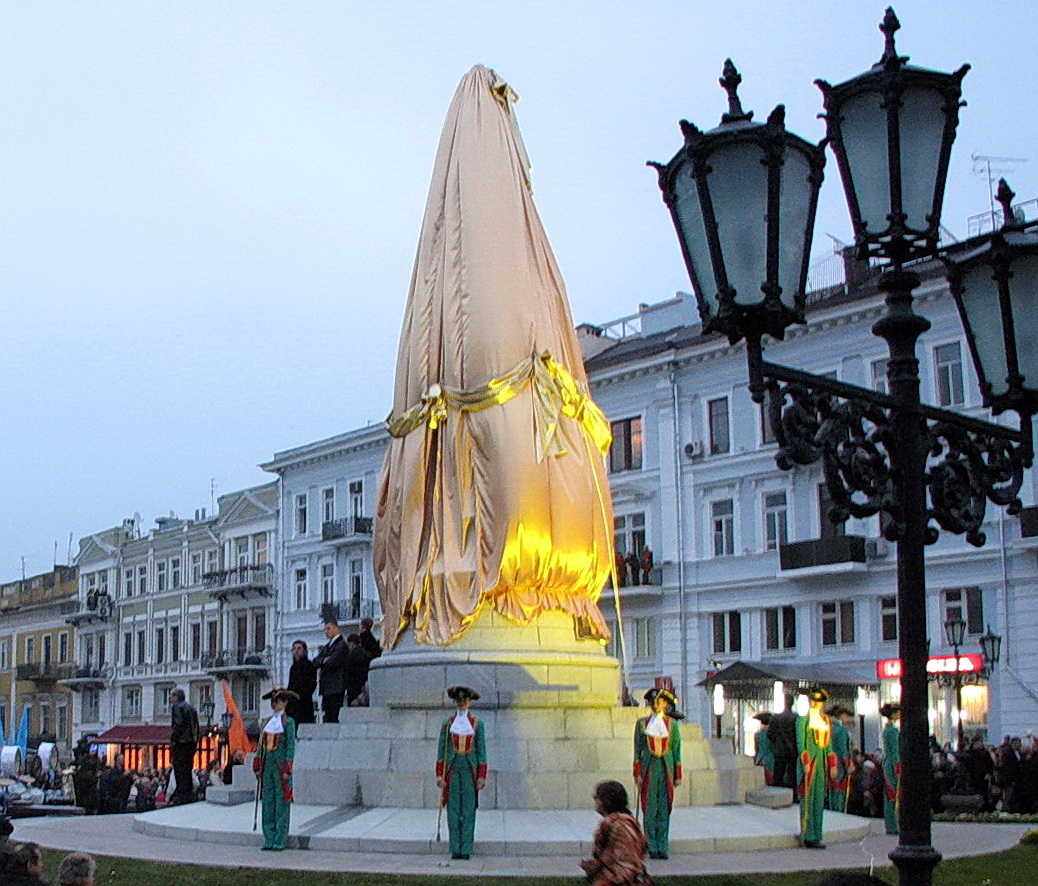
Памятник основателям Одессы перед открытием

- Памятник основателям Одессы перед открытием27 октября 2007 года в Одессе с разрешения местных властей был торжественно открыт памятник Екатерине II. Церемония была организована с оглядкой на подобную 1900 года — в частности, девушки, одетые в форму солдат лейб-гвардии Преображенского полка, окружили памятник, а вокруг прогуливались дамы и кавалеры, одетые в костюмы времён золотого века Екатерины.
- В 2010 году телеканал «Первый национальный» перестал переводить русскоязычные синхроны в новостях[62];

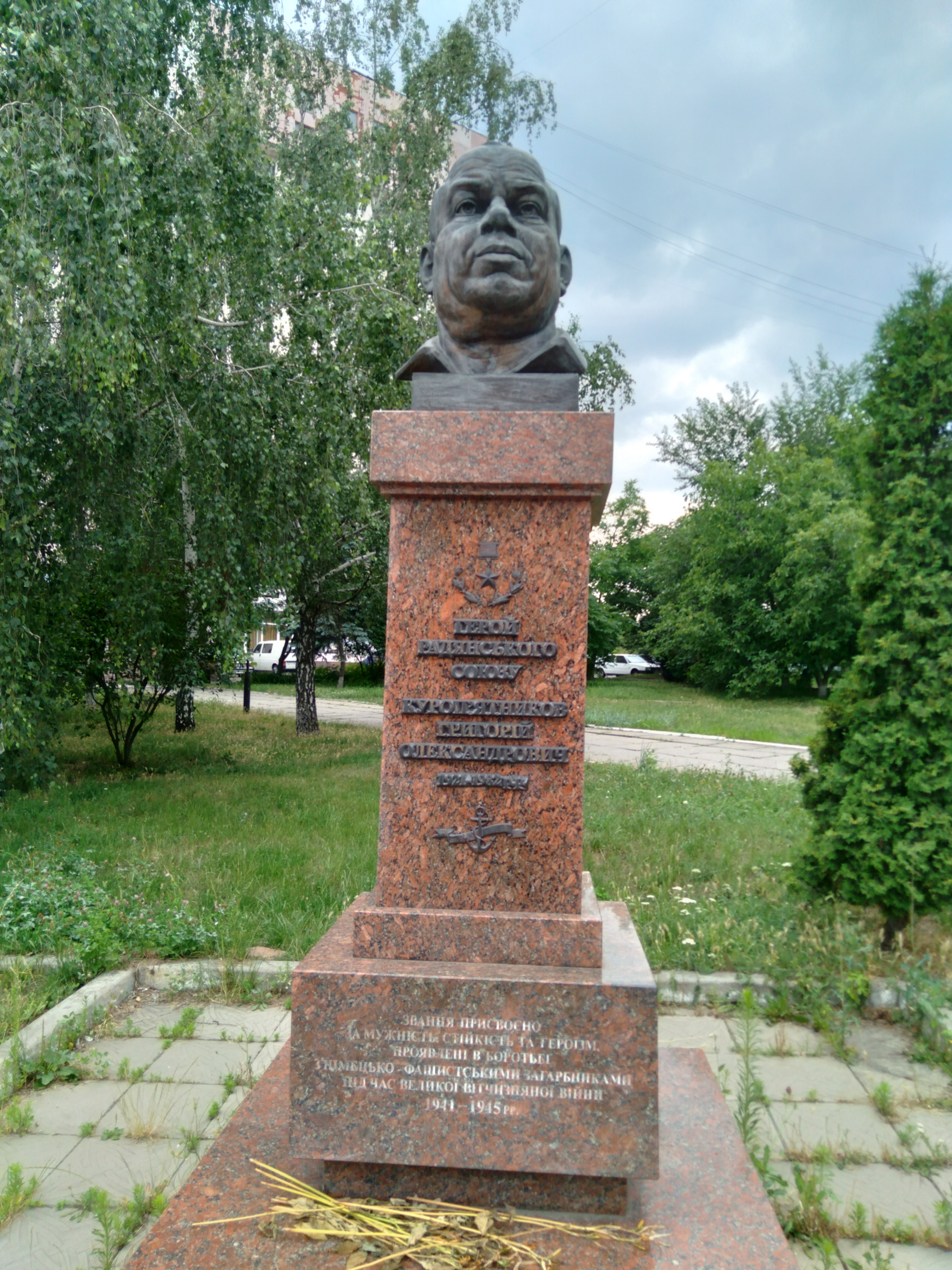
Бюст Григорию Куропятникову, русскому, пограничнику НКВД и Герою Советского Союза, установленный в городе Кировограде в 2010 году

- В 2010 году с приходом к власти Виктора Януковича и его команды была развернута масштабная программа необъявленной русификации: стало традицией транслировать на праздники общегосударственными телеканалами российские праздничные передачи, а в будние дни культурные программы посвящались жизни российских звезд; распространялись неприсущие украинской культуре русские символы. В декабре 2010 года по всей Украине были проведены массовые мероприятия с использованием русских культурных символов: скоморохов, матрешек, медведей, самоваров и т. д.[63] Подобные мероприятия проводились и дальше[64]. Например, в декабре 2013 на площади свободы в Харькове были установлены 8-метровые матрешки в виде Деда Мороза и Снегурочки[65].
- В 2012 году был принят Закон Украины «Об основах государственной языковой политики» (в 2018 году был признан неконституционным и утратил силу), который называли русификаторским, считая, что он защищает только права русского языка[66], и что он может привести Украину к «белорусской языковой ситуации»[67].

Несмотря на обретение Украиной независимости 24 августа 1991 года, страна по-прежнему долгое время оставалась под сильным политическим, экономическим и, соответственно, культурным влиянием России.
Работали русскоязычные школы, издавались СМИ и литература на русском языке, транслировались русские телеканалы, такие как РТР, ОРТ, НТВ, ТВЦ, Карусель и радиостанции, такие как, например, «Русское радио Украина». Русский язык на улицах городов также был распространён на объявлениях и рекламных вывесках. По всей стране насчитывалось большое количество топонимов, связанных с Россией и СССР, от наименований улиц до названий станций метро, государственных предприятий, учебных заведений, а также целых городов и сёл.
Памятников и символики, оставшихся ещё с царской и советской эпохи, тоже было немало, в частности, памятников Ленину и Пушкину. Также советским наследием справедливо можно считать силовые структуры. Военные звания в ВСУ до 2016 года оставались советскими. Правоохранительные органы именовались «милицией» вплоть до 2015 года — даже дольше, чем в России, где милицию реорганизовали в полицию уже в 2011 году. Несмотря на то, что после событий Евромайдана ситуация с украинизацией стала улучшаться, влияние России в виде топонимов, русскоязычных вывесок и объявлений оставалось высоким даже в столице страны Киеве. Также никуда не делись пророссийские религиозные и политические организации. Например, УПЦ МП на момент 2024 года владеет более чем 8 тысячами церквей. По этой причине от многих связанных с Россией и СССР атрибутов начали активно избавляться только после начала полномасштабного вторжения в Украину в 2022 году.

### Русификация во время российско-украинской войны (с 2014)
В ходе развернувшихся политического кризиса и российско-украинской войны с 2014 года Россия оккупировала и аннексировала территории Донецкой, Луганской, Херсонской и Запорожской областей, а также Крыма.
После начала полномасштабного вторжения в Украину в 2022 году на оккупированных Россией территориях продолжилась политика форсированной русификации. На захваченных территориях оккупационные власти уничтожают украиноязычную литературу. Русификации также подвергаются депортированные в Россию украинские дети.
Власти РФ насаждают «кремлёвскую пропаганду», искореняют украинский язык и преследуют отказывающихся от сотрудничества учителей на оккупированных территориях Украины. Об этом говорится в докладе правозащитной организации Human Rights Watch «Образование под оккупацией», посвященном насильственной русификации системы школьного образования в аннексированных регионах Украины.
Действия российских властей нарушают требования права международных конфликтов, которое запрещает оккупационной державе менять законы на оккупированной территории, в том числе в сфере образования, делают вывод правозащитники. «Насаждение Россией изменений в системе образования на оккупированных территориях также нарушает и другие международные стандарты в сфере прав человека, в том числе запрет пропаганды войны, право ребенка на образование на родном языке и право родителей принимать решения, касающиеся образования своих детей», — говорится в докладе.
22 июня 2025 года российское издание «Коммерсантъ» сообщило об исключении Министерством просвещения РФ украинского языка из федеральной общеобразовательной программы. Это положение содержится в 200-страничном приказе об изменениях в программах начального, основного и среднего общего образования. Министерство планирует исключить украинский язык из блока, посвященного преподаванию родного языка в школах национальных республик на всех образовательных ступенях. В пояснительной записке к документу отмечается, что решение было принято «в связи с изменением геополитической ситуации в мире». В ответ Министерство иностранных дел Украины заявило, что «расценивает решение властей РФ о запрете изучения украинского языка в школах на временно оккупированных территориях Украины как очередное проявление геноцидной политики Москвы».

#### Донецкая область

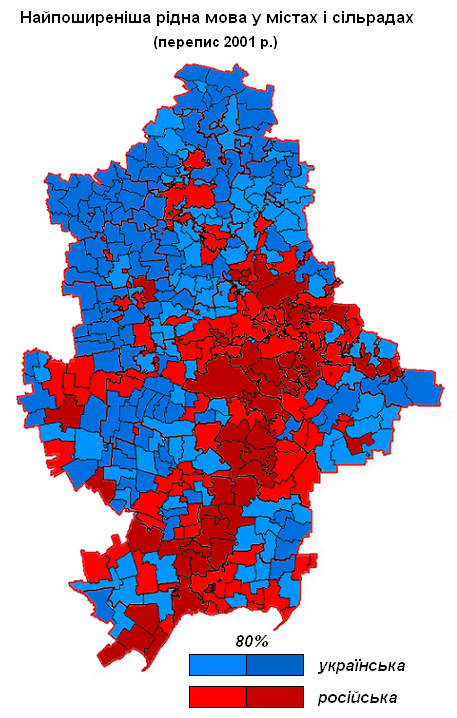
Преобладающий родной язык в муниципалитетах Донецкой области по переписи 2001 г.

Согласно Всеукраинской переписи населения от 2001 года, в Донецкой области украинский язык как родной указали 24,10 %, а этническими украинцами назвали себя 56,87 %.
В 2014 году на территории Донецкой области Украины была создана «Донецкая народная республика» (ДНР) — поддерживавшееся Россией и подконтрольное ей сепаратистское государственное образование.
В сентябре 2015 года двумя российскими гуманитарными конвоями в ДНР завезли учебники под программы, унифицированные с российскими. В 2016 году перед началом учебного года министр образования ДНР Лариса Полякова сообщила о закрытии всех украинских классов в связи с «отсутствием желающих». С тех пор обучение во всех школах происходит на русском языке по отпечатанным в России учебникам и по российским учебным программам.
С 2017 года в ДНР украинский язык исключён из списка обязательных предметов программы государственной итоговой аттестации (ГИА) школьников. В том же году власти ДНР заявили о полном переходе всех образовательных учреждений с украинского на русский язык обучения. Также в ДНР украинский язык практически не использовался в делопроизводстве органов власти.
2 декабря 2019 года на фоне нормандского саммита Денис Пушилин предложил отменить украинский язык как государственный. 6 марта 2020 года решение было единогласно поддержано Народным советом ДНР. В ДНР с 2020 года единственным государственным языком является русский.
Начиная с 2014 года дорожные указатели и таблички на домах заменялись на русскоязычные.
В ходе наступления в 2022 в занятых ВС РФ и НМ ДНР населённых пунктах эта практика продолжилась одновременно со сносом украинских памятников и возвращением названий советского периода.
После ожесточённых боёв, продолжительной блокады и оккупации Мариуполя Россия подвергает город насильственной русификации: всё образование в городе было переведено на русский язык. Доступ к украинским платформам онлайн-образования был заблокирован: родителей детей, обучающихся по украинской программе, могут лишить родительских прав. Оккупационные власти следят за тем, чтобы все дети посещали школы с преподаванием по российским стандартам. В учебниках Украина описывается как «неонацистское государство», отрицается существование украинского языка. Всё телевещание в городе осуществляется на русском языке. Украиноязычные указатели в городе заменяют на русскоязычные, горожан принуждают к получению российских паспортов, отказывая в противном случае в получении пенсий и медицинской помощи. Российские власти также предпринимают меры для изменения этнического состава города, массово завозя в город россиян.
По состоянию на 2023/24 учебный год преподавание во всех школах и классах на оккупированной Россией части Донецкой области велось на русском языке. По сообщениям российских СМИ, украинский язык как отдельный предмет изучал только 1 % местных школьников (1 509 учеников).

#### Луганская область

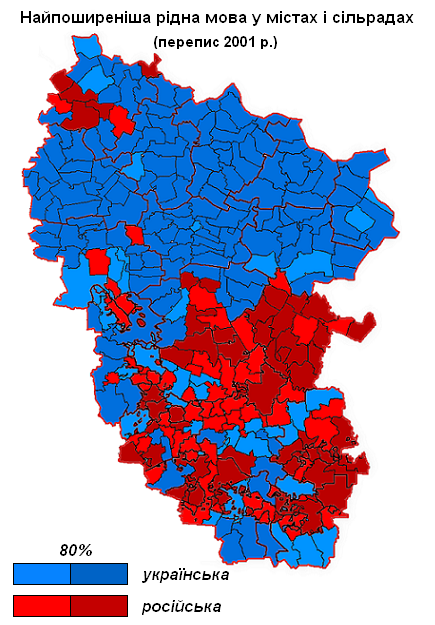
Самый распространённый родной язык в муниципалитетах Луганской области по переписи 2001 г.

В самопровозглашённой Луганской Народной Республике, установившей фактический контроль над 40 % Луганской области, с 2014 по 2020 год было два государственных языка: русский и украинский. При этом официальным языком делопроизводства во всех органах государственной власти и органах местного самоуправления в республике являлся только русский, которому отдавался приоритет; в частности, было объявлено о переводе всех дорожных знаков на территории республики на русский язык. Русский также преобладал и в сфере образования.
С 3 июня 2020 года русский язык является единственным государственным языком ЛНР.
30 сентября 2022 года Россия объявила об аннексии ранее оккупированных ей территорий Украины, включая подконтрольную ей часть Луганской области. На упомянутых территориях украинские учебники оказались под запретом, в школах уроки ведутся только на русском языке, в то время как желающие получать образование на украинском вынуждены делать это втайне от оккупационных властей.
По состоянию на 2023/24 учебный год преподавание во всех школах и классах на оккупированной Россией части Луганской области велось на русском языке. По сообщениям российских СМИ, украинский язык как отдельный предмет изучали только 0,14 % местных школьников (94 ученика).

#### Крым

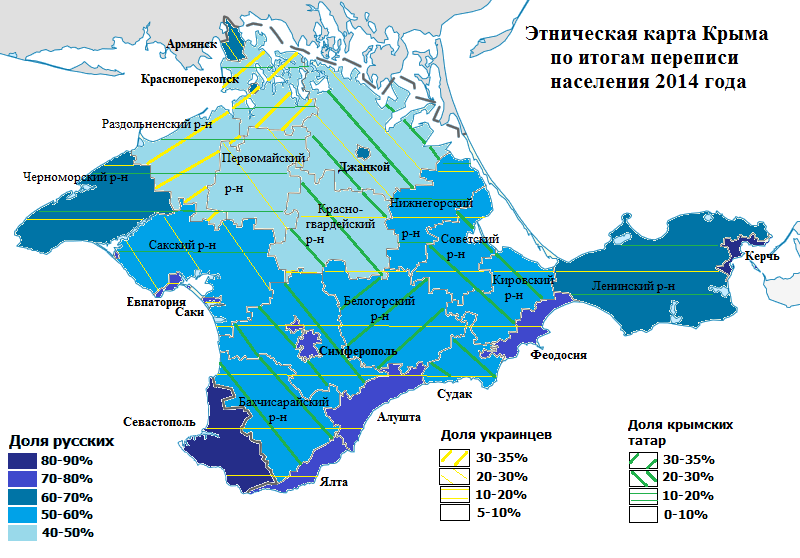
Состав населения Крыма в 2014 году по данным Росстата

За все годы существования АР Крым процент украинского (и украиноязычного) населения постоянно снижался. Украиноязычными в большей степени были северные районы республики.
После аннексии Крыма Россией и переписи населения занятой территории (2014) абсолютное большинство её населения родным языком назвало русский — 84 %. Украинский родным был назван для 3,3 %, при этом украинцами назвали себя 15,68 % или 344,5 тыс. человек. Согласно ст. 10 Конституции Республики Крым, государственными языками Республики Крым являются русский, украинский и крымскотатарский языки. Уже в 2014 начался процесс перехода всех школ полуострова на русский язык обучения. В 2018—2019 учебном году в Крыму обучается 200 700 детей, из них 249 (0,2 %) — на украинском языке. К 2020 году в Крыму осталась только одна школа с украинским языком обучения (в Феодосии), однако, по словам правозащитников, в украинской школе в Феодосии преподавание ведётся на русском языке, а украинский оставался как отдельный предмет в некоторых классах.
Согласно данным Росстата, за семь лет с 2014 по 2021 год численность украинцев в Крыму сократилась в два раза, с 291 тысячи человек до 145 тысяч. По сравнению с 2001 годом (последняя Всеукраинская перепись) численность украинцев сократилась в три раза.

#### Запорожская область

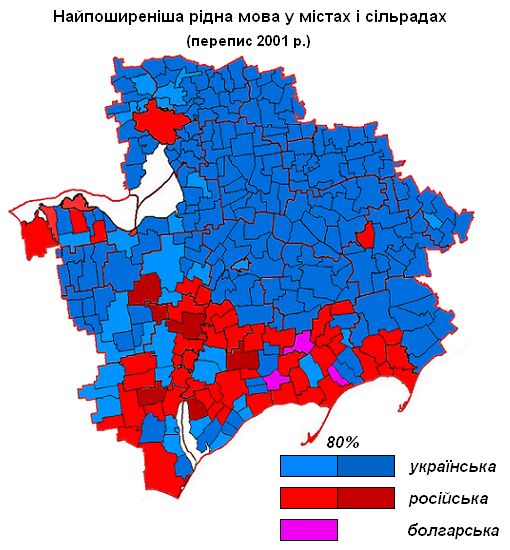
Самый распространённый родной язык в городах и сельсоветах Запорожской области по переписи 2001 года. Северная, восточная и центральная части области являются ареалом практически сплошного украиноязычия, в то время как южная часть области отличается языковым разнообразием: кроме украинского и русского, тут также распространён болгарский

На 2001 год, по данным последней Всеукраинской переписи, в Запорожской области украинский язык родным указали 50,2 % опрошенных, русский язык — 48,2 %.
В оккупированных Россией районах Запорожской области с нового (2023 г.) учебного года будет отменено обязательное изучение украинского языка. Он останется только как предмет по выбору для тех, кто заявит, что это их родной язык, об этом сообщила представитель российской «администрации Запорожской области» Елена Шапурова. По сообщениям российских СМИ, порядка 46 % детей на оккупированной части Запорожской области решили изучать украинский язык как родной.
В Мелитополе российские оккупационные власти решили вернуть советские топонимы улиц и площадей, которые ранее были переименованы в честь «украинских нацистских идеологов» (например Ярослава Мудрого и Михаила Грушевского). Также из-за «многочисленных обращений граждан» российские власти приняли решение о переносе памятника Тараса Шевченко с Площади Победы в сквер у библиотеки имени Шевченко на улице Дружбы, решив возвести на его месте стеллу «Мелитополь — город воинской славы».
После оккупации Бердянска Россия предпринимает меры для русификации его жителей и искоренения украинского языка: в школах преподают только на русском, в городе сжигали учебники и книги на украинском языке. Родители, отказывающиеся отдавать своих детей в русские школы, могут быть заключены в тюрьму и подвергнуты «перевоспитанию». Предпринимателей заставляют менять украиноязычные рекламные вывески на русскоязычные, за отказ оккупационные власти угрожают привлекать к уголовной ответственности. Также российские власти принимают меры для изменения этнического состава населения Бердянска. В город переезжают россияне: они заселяются в дома украинцев, вынужденных бежать из Бердянска из-за российской оккупации. На местных рынках некоторые продавцы продолжают использовать свой родной украинский язык, утверждая, что никакого другого языка они не знают.
По состоянию на 2023/24 учебный год преподавание во всех школах и классах на оккупированной Россией части Запорожской области велось на русском языке. По сообщениям российских СМИ, украинский язык как отдельный предмет изучали 43,41 % местных школьников (17 648 учеников).

#### Харьковская область

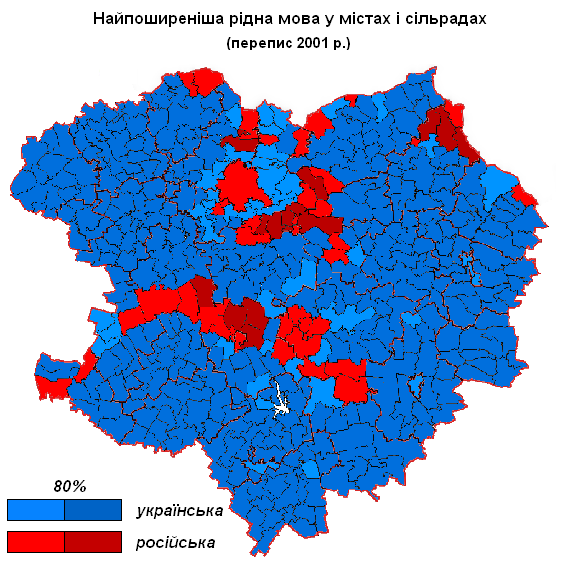
Самый распространённый родной язык в городах и сельсоветах Харьковской области по переписи 2001 года. Бо́льшая часть области является ареалом практически сплошного украиноязычия, в то время как распространение русского в области имеет «островной» характер

На 2001 год, по данным последней Всеукраинской переписи, в Харьковской области украинский язык родным указали 53,8 % опрошенных, русский язык — 44,3 %.
Около шести месяцев — с марта по сентябрь 2022 года — около трети территорий Харьковской области находились под российской оккупацией. По данным доклада правозащитной организации Human Rights Watch, на этих территориях оккупационные власти прикладывали усилия для замены украинской образовательной системы российской, организуя обучение в соответствии с официальной российской школьной программой и исключительно на русском языке, а также применяли принуждение, лишение свободы, жестокое обращение, побои и пытки электрическим током, чтобы заставить украинских учителей выйти на работу или передать властям личные дела учащихся и другие школьные документы.
В Купянске оккупационными властями уничтожалась и демонтировалась украинская символика, знаковые места были перекрашены в российские триколоры. На баннерах и рекламных щитах города размещали лозунги «Мы с Россией один народ», «Россия здесь навсегда» и о «единстве украинского и русского народов». Летом в город привезли российские учебники на русском языке. К началу нового учебного года ими были оснащены местные школы, однако уже в сентябре 2022 года русификация была прервана из-за освобождения города Вооружёнными силами Украины. Местные СМИ и образование также подвергались русификации в Изюме до его освобождения украинской армией.

#### Херсонская область

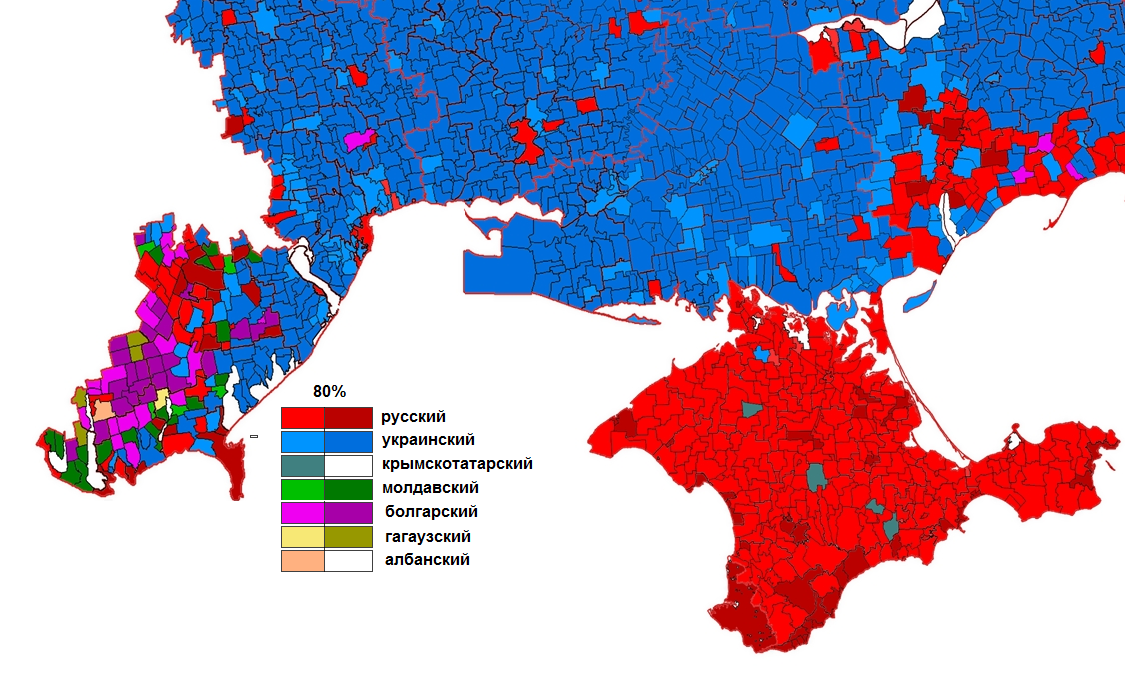
Родные языки населения юга Украины по переписи 2001 года. В Херсонской области распространение практически сплошного украиноязычия. В семи сельсоветах и городе Геническ преобладал русский язык

На 2001 год, по данным последней Всеукраинской переписи, в Херсонской области украинский язык родным указали 73,2 % опрошенных, русский язык — 24,9 %.
Во время российской оккупации Херсона в городе уничтожалась украиноязычная литература, а в школах преподавали только на русском. В оккупированной Россией части Херсонской области с 1 сентября 2022 года во всех школах обучение проходит исключительно на русском языке, с преподаванием украинского «либо как часы родного языка, либо как спецкурс». По словам блогера Стремоусова, русский станет основным языком для делопроизводства, общения и всех вопросов государственного значения.
Также, после аннексии территории области Россией, было объявлено о переименовании городов, улиц и площадей.
По состоянию на 2023/24 учебный год преподавание во всех школах и классах на оккупированной Россией части Херсонской области велось на русском языке. По сообщениям российских СМИ, украинский язык как отдельный предмет изучали 61,47 % местных школьников (12 287 учеников).